# 제인 새빌
제인 카라 새빌(영어: Jane Kara Saville, 1974년 11월 5일 ~ )은 오스트레일리아의 육상 선수로 2004년 아테네 하계 올림픽에서 동메달을 획득했다. 그녀는 시드니에서 태어났다.
그녀는 1996년 하계 올림픽 미드필드 결과를 포함해서, 올림픽에 4번 출전했다. 새빌은 2000년 시드니 하계 올림픽 20km 경보 종목에서 마지막 스트레치를 위해 경기장의 터널로 향하고 있을 때, 부정 출발로 실격되었다. 새빌은 눈물을 흘렸다. 나중에, 그녀가 무엇이 필요하는지 물었을 때 그녀는 "A 가 자신을 촬영하기 위해 총을 쏜다"고 대답했다.
그녀는 2004년 아테네 올림픽 여자 20km 경보에서 그리스의 아타나시아 추멜레카, 러시아의 올림피아다 이바노바에 이어서 동메달을 획득했다. 새빌은 2009년 2월에 그녀의 은퇴를 발표했다. 새빌은 뉴사우스웨일스 대학교에서 사회 과학 학사 학위를 수료했다. 제인과 나탈리 새빌은 모두 랜드카일 지방 정부 지역의 도시에서 살고있다.